# هیروس الکتریک
هیروس الکتریک (انگلیسی: Hirose Electric Group) شرکت الکترونیک ژاپنی است، که در سال ۱۹۳۷ تأسیس شد.